# Die reichen Leichen. Ein Starnbergkrimi
Die reichen Leichen. Ein Starnbergkrimi ist eine vom Bayerischen Rundfunk produzierte Fernsehkomödie aus dem Jahr 2014. Regie führte Dominik Graf. Der Film gehört zur Heimatkrimi-Reihe des BR.

## Handlung
Polizeimeisteranwärterin Ariane Fink aus Dortmund verschlägt es an den Starnberger See, wo sie sich schon bald nach ihrer Ankunft zusammen mit ihrem Kollegen und Vorgesetzten Lu Reinhold um eine Wasserleiche kümmern muss, die aussieht wie der Märchenkönig Ludwig II. Ariane erkennt am Ufer Spuren, die auf zwei Personen schließen lassen. Um den Toten zu identifizieren, suchen Ariane und ihr junger Kollege Timo Senst Rat bei Josef Haufferding, der in der König-Ludwig-Historie sehr gut Bescheid weiß und auch einige seiner größter Verehrer kennt. Auf dem Rückweg müssen sich die beiden Polizisten gleich um einen Unfall mit Fahrerflucht kümmern. Ein PKW hat mit hoher Geschwindigkeit eine Radfahrerin angefahren. Da in dem abgelegenen Landstrich nicht schnell genug Hilfe zu bekommen ist, verstirbt die Frau am Unfallort.
Die Obduktion der „Kini“-Leiche bringt zutage, dass der Mann an Narkolepsie litt und sein Tod ein Unfall gewesen sein dürfte. Die Starnberger Polizei bekommt schon gleich den nächsten Fall, denn nun wurde auch noch Sisi entführt. Sisi Weilinger ist die Tochter einer sehr reichen, alteingesessenen Starnberger Industriellenfamilie. Ihre Mutter zeigt sich sehr gefasst und ist davon überzeugt, dass ihre Tochter schnell freigekauft sein dürfte. Der Entführer fordert fünf Millionen, die Rita Weilinger schon am nächsten Tag bereitstellt. Sisis Vater bringt das Geld zum Übergabeort, wo aufgrund der Polizeiüberwachung der Abholer des Geldes sofort gefasst wird. Der junge Mann wird verhört und gibt an, dass er das „Paket“ nur abholen und in einem Spind deponieren sollte.
Obwohl der Entführer das Geld nun nicht bekommen hat, taucht Sisi wohlbehalten wieder in Starnberg auf. Die Polizei ahnt nicht, dass Sisis Vater Gerd Sinnern, der seit einiger Zeit von Rita Weilinger geschieden ist, hinter der Entführung steckt. Die Ehefrau hatte (wohl auf eine zusätzliche Nachricht) zweimal fünf Millionen von ihren Konten abgehoben. Da ihr Exmann einplante, dass die Geldübergabe von der Polizei vereitelt werden würde, hatte er seinen Anteil kurz vor der Übergabe an einen Komplizen übergeben. Dieser meint nun, dass sie ein gutes Team wären und weiter zusammenarbeiten sollten. Da Gerd Sinnern das nicht will, erschlägt er seinen Komplizen kurzerhand. Am nächsten Tag wird die Leiche gefunden und die Ermittler finden Indizien, dass der junge Mann mit der Entführung zu tun hatte. Allmählich kommen sie auch dahinter, dass an der ganzen Entführung und Lösegeldübergabe Sisis Vater beteiligt war und die Mutter die Polizei belog. Rita Weilinger erfährt, dass die Firma ihres Exmannes pleite war. Beim Versuch, Starnberg zu verlassen, ertrinkt Sinnern nach einem Mordversuch an Ariane Fink. Die Mutter wirft die Tochter wegen deren Unterstützung des Vaters aus dem Haus. 
Durch kriminalistische Kleinarbeit kann letztendlich auch die Identität des Toten im Starnberger See geklärt werden. Josef Haufferding hatte den Mann als König Ludwig „aufgebaut“ und mit seiner Hilfe eine Dokumentation erstellt, wozu auch das Bad im See gehörte. Dass er dann tatsächlich ertrunken ist, war nicht vorauszusehen. Da Haufferding ihm aber nicht geholfen hatte, muss sich er wegen unterlassener Hilfeleistung verantworten.

## Kritik
Rainer Tittelbach von tittelbach.tv meint zu diesem Krimi: „‚Ein Starnbergkrimi‘ ist keiner jener Gaudi-Krimis, die auf der Grundlage von bayerischer Lebensart und deftigem Humor Mord zur schönsten Nebensache der Provinz machen. Dafür gibt es abgedrehte Geschichten, Auswüchse historischer Heimatkunde & Momente, die regionale Poesie verströmen.“
Die TV-Kritik der Frankfurter Rundschau fand, dem Film gelingt es, „das Gefühl zu vermitteln, bei echten Ermittlungen in einer echten Umgebung dabei zu sein, Menschen zu zeigen, denen man wirklich begegnen könnte, wenn man sich jetzt in sein Auto setzt und nach Starnberg fährt“. Weiter schreibt David Segler: „Graf verwebt die beiden Fälle [Der Tod des scheinbaren Wiedergängers von König Ludwig II. und die Sisi-Entführung] geschickt, um sie am Ende doch wieder auseinanderzuziehen; der Kini ist dabei allgegenwärtig. Was die Filme des erfolgreichen Regisseurs (niemand hat so oft einen Grimme-Preis bekommen wie er) so einzigartig macht, ist sein uneingeschränktes Interesse auch für jede Randfigur.“